# Erruhhuraa
Erruhhuraa ist eine winzige Insel des Mulaku-Atolls (Meemu Atolhu) im Süden des Inselstaates Malediven in der Lakkadivensee des Indischen Ozeans. Sie hat eine Fläche von 1,1 ha.

## Geographie
Die Insel liegt im Ostsaum des Atolls, südlich von Raiymandhoo und Madifushi. Sie gehört zu einer Reihe von kleinen Sandbänken mit Uthurugaseveli, Uthuruboduveli und Hurasveli. Die nächste größere Insel im Süden ist Veyvah.